# Al-Mansur
För Almansur i Andalusien 938 - 1002, se Al-Mansur Ibn Abi Amir.
Abū Jaʿfar ʿAbd Allāh ibn Muhammad ibn ʿAlī al-Mansūr (arabiska: ابو جعفر عبدالله ابن محمد المنصور; även känd i väst under stavningen Almanzor), född omkring 709, död 775, var den andre abbasidiske kalifen av islam och regerade från 754 till 775. Han grundade Bagdad år 762 och inrättade 768 staden som sin residensstad. Al-Mansur var bror till grundaren av den abbasidiska dynastin, As-Saffah. 

## Tiden som kalif

### Reformarbete
Al-Mansur var en dynamisk härskare som baserade sin makt på islamisk teokratisk ideologi. Han byggde upp offentlig förvaltning och befrämjade ekonomisk blomstring.
Han strävade efter att sätta dugliga ståthållare i spetsen för de särskilda provinserna. Även om han inte kunde förbigå sin familj drog han sig inte för att besätta även de högsta posterna med frigivna och klienter. Genom den nya postinrättningen fick han ett förträffligt medel att kontrollera sina ämbetsmän i provinserna. Inrättningen fanns visserligen redan under Umayyaderna men uvecklades ordentligt först av al-Mansur. Postmästarna hade i uppdrag att skicka alla bud till och från hovet, men deras främsta plikt var att låta kalifen veta hur hans ståthållare skötte sina ämbeten. Deras regelbundna och noggranna redogörelser kom också det allmänna till godo, då exempelvis de ingångna underrättelserna om skördeförhållandena i de olika provinserna gjorde det möjligt att i rätt tid vidta åtgärder i händelse av missväxt.

### Strider
I början av sin regering var han tvungen att kämpa såväl mot alidiska pretendenter som mot sin egen farbror. Hans fälttåg i Armenien, Sicilien och Kappadokien hade föga framgång, men delar av Indien erövrades. Spanien gick helt förlorat till Umayyaderna.

### Bagdad blir huvudstad
Efter att ha besegrat upprorsförsöken från aliderna tog al-Mansur itu med uppbyggandet av en ny rikshuvudstad. Han beslutade sig för Bagdad – då en liten ort på Tigris högra strand. På Tigris västra strand lät kalifen bygga palats för sig själv och sitt hov, moskéer och regeringsbyggnader. Genom gynnsamma byggnadsvillkor lockade han skickliga yrkesmän till platsen. Kanalsystemet utvecklades och broar byggdes, vattenledningar och fästningsverk anlades för att trygga staden. På den östra stranden byggde al-Mansur ursprungligen bara ett residens för sin son al-Mahdi. Han kallade sin skapelse Medinet es-salam, "frälsningens stad", men det gamla namnet Bagdad förblev det mest brukliga.

### Död och efterträdare
Han efterträddes av sin son al-Mahdi. Han hade till en början utsett sin kusin Isa ibn Musa som efterträdare. Men då al-Mahdi växte upp ville han tillförsäkra sonen kalifatet. Han tvingade därför Isa, som först efter kraftiga påtryckningar lät sig förmås att avstå från sina anspråk, att år 767 lösa de troende från den trohetsed de redan svurit honom. Då Mansur dog i oktober 775 på hemvägen från pilgrimsfärden kunde al-Mahdi alltså obehindrat bestiga tronen.